# Irene Ring
Irene Ring (* 1961) ist eine deutsche Umweltökonomin. Sie ist seit 2016 Professorin für Ökosystemare Dienstleistungen am Internationalen Hochschulinstitut Zittau (IHI) der TU Dresden.

## Leben und Wirken
Irene Ring studierte von 1983 bis 1989 Geoökologie an der Universität Bayreuth sowie an der University of East Anglia. Anschließend war sie bis 1992 Doktorandin am Institut für Europäische Umweltpolitik in Bonn; 1993 promovierte sie in Bayreuth zum Thema Möglichkeiten und Grenzen marktwirtschaftlicher Umweltpolitik aus ökologischer Sicht. 1992 bis 2016 arbeitete sie am Helmholtz-Zentrum für Umweltforschung – UFZ in Leipzig, von 2004 an als stellvertretende Leiterin des Departments Ökonomie. 2011 habilitierte sie an der Universität Leipzig zum Thema ökologische Fiskaltransfers (Economic Instruments for Conservation Policies in Federal Systems). 2009 bis 2016 war sie Dozentin an der Universität Bayreuth, 2011 bis 2016 auch Privatdozentin an der Universität Leipzig. 2016 erhielt sie einen Ruf an die TU Dresden, wo sie Professorin für Ökosystemare Dienstleistungen ist.
Von 2013 bis 2018 war Ring Präsidentin der European Society for Ecological Economics. Seit 2015 ist sie Mit-Herausgeberin der Zeitschrift Ecological Economics.
Ihr Forschungsschwerpunkt liegt im Bereich ökonomischer Instrumente der Umweltpolitik (insbesondere ökologische Fiskaltransfers) sowie Ökosystemdienstleistungen. Sie beteiligte sich an internationalen Forschungsvorhaben in diesem Kontext, darunter maßgeblich in TEEB (einschließlich des deutschen Folgeprojekts Naturkapital Deutschland – TEEB DE) und IPBES.

## Ausgewählte Publikationen
- Ring, I., Barton, D.: Economic instruments in policy mixes for biodiversity conservation  and  ecosystem  governance. In: Martínez-Alier, J., Muradian, R. (Hrsg.): Handbook of Ecological Economics. Edward Elgar Publishing, Cheltenham, S. 413–439.
- Ring, I., Hansjürgens, B., Elmqvist, T., Wittmer, H., Sukhdev, P.: Challenges in framing the economics of ecosystems and biodiversity: the TEEB initiative. In: Current Opinion in Environmental Sustainability. Band 2, Nr. 1–2, 2013, S. 15–26, doi:10.1016/j.cosust.2010.03.005.
- Ring, I.: Integrating local ecological services into intergovernmental fiscal transfers: the case of the ecological ICMS in Brazil. In: Land Use Policy. Band 25, Nr. 4, 2008, S. 485–497, doi:10.1016/j.landusepol.2007.11.001.
- Ring, I.: Ecological public functions and fiscal equalisation at the local level in Germany. In: Ecological Economics. Band 42, Nr. 3, 2002, S. 415–427, doi:10.1016/S0921-8009(02)00124-6.
- Ring, I.: Evolutionary strategies in environmental policy. In: Ecological Economics. Band 23, Nr. 3, 1997, S. 237–249, doi:10.1016/S0921-8009(97)00582-X.
- Ring, I.: Marktwirtschaftliche Umweltpolitik aus ökologischer Sicht: Möglichkeiten und Grenzen. Teubner, Stuttgart, Leipzig 1994.